# مالکوچ
مالکوچ (به بلغاری: Malkoch) یک منطقهٔ مسکونی در بلغارستان است که در شهرستان کیرکوفو واقع شده‌است.